# Zafrilla (kommunhuvudort)
Zafrilla är en kommunhuvudort i Spanien.   Den ligger i provinsen Provincia de Cuenca och regionen Kastilien-La Mancha, i den centrala delen av landet, 180 km öster om huvudstaden Madrid. Zafrilla ligger 1 465 meter över havet och antalet invånare är 126.
Terrängen runt Zafrilla är lite kuperad. Runt Zafrilla är det mycket glesbefolkat, med 2 invånare per kvadratkilometer. Närmaste större samhälle är Cañete, 16,9 km söder om Zafrilla. 